# Laurence Olivier Awards 1992
Die 16. Laurence Olivier Awards 1992 wurden von der Society of London Theatre vergeben, um herausragende Theater- und Musicalproduktionen zu würdigen. Ausgezeichnet wurden Produktionen der Theatersaison 1991/92.

## Hintergrund
Der Laurence Olivier Award (auch Olivier Award) ist ein seit 1976 jährlich vergebener britischer Theater- und Musicalpreis. Er gilt als höchste Auszeichnung im britischen Theater und ist vergleichbar mit dem Tony Award am amerikanischen Broadway. Verliehen wird die Auszeichnung von der Society of London Theatre. Ausgezeichnet werden herausragende Darsteller und Produktionen einer Theatersaison, die im Londoner West End zu sehen waren. Die Auszeichnungen hießen zunächst Society of West End Theatre Awards und wurden 1985 zu Ehren des renommierten britischen Schauspielers Laurence Olivier in Laurence Olivier Awards umbenannt. Die Nominierten und Gewinner der Laurence Olivier Awards „werden jedes Jahr von einer Gruppe angesehener Theaterfachleute, Theaterkoryphäen und Mitgliedern des Publikums ausgewählt, die wegen ihrer Leidenschaft für das Londoner Theater“ bekannt sind.

## Gewinner und Nominierte
| Bestes neues Theaterstück | Bestes neues Musical |
| --- | --- |
| - Death and the Maiden von Ariel Dorfman – Royal Court Theatre / Duke of York’s Theatre - Angels in America von Tony Kushner – National Theatre Cottesloe - The Madness of George III von Alan Bennett – National Theatre Lyttelton - Three Birds Alighting on a Field von Timberlake Wertenbaker – Royal Court Theatre | - Carmen Jones – Old Vic Theatre - The Phantom of the Opera – Shaftesbury Theatre |
| Beste Wiederaufnahme Theaterstück | Beste Wiederaufnahme Musical |
| - Hedda Gabler – Playhouse Theatre - Faith Healer – Royal Court Theatre - The Comedy of Errors – Royal Shakespeare Company im Barbican Centre - Uncle Vanya – National Theatre Cottesloe | - The Boys from Syracuse – Regent’s Park Open Air Theatre - Joseph and the Amazing Technicolor Dreamcoat – London Palladium |
| Beste neue Comedy | Beste Familienshow |
| - La Bête von David Hirson – Lyric Hammersmith Theatre - An Evening with Gary Lineker von Chris England und Arthur Smith – Duchess Theatre - It’s Ralph von Hugh Whitemore – Comedy Theatre | - Talking Heads – Comedy Theatre - A Tribute to the Blues Brothers – Whitehall Theatre - Kit and The Widow: Lavishly Mounted – Ambassadors Theatre - Tango Argentino – Aldwych Theatre |
| Bester Darsteller Theaterstück | Beste Darstellerin Theaterstück |
| - Nigel Hawthorne als George III. in The Madness of George III – National Theatre Lyttelton - Marcus D’Amico als Louis Ironson in Angels in America – National Theatre Cottesloe - Robert Lindsay als Henry II. in Becket – Theatre Royal Haymarket - Ian McKellen als Vanya Petrovich Voynitsky in Uncle Vanya – National Theatre Cottesloe | - Juliet Stevenson als Paulina Salas in Death and the Maiden – Royal Court Theatre / Duke of York’s Theatre - Janet McTeer als Yelena Andreyevna Serebryakova in Uncle Vanya – National Theatre Cottesloe - Patricia Routledge als Miss Schofield in Talking Heads – Comedy Theatre - Fiona Shaw als Hedda Gabler Tesman in Hedda Gabler – Playhouse Theatre                                |
| Bester Darsteller Musical | Beste Darstellerin Musical |
| - Alan Bennett als Graham Whittaker in Talking Heads – Comedy Theatre - Philip Bird als Darsteller in Good Rockin’ Tonite – Strand Theatre - Jason Donovan als Joseph in Joseph and the Amazing Technicolor Dreamcoat – London Palladium - Damon Evans als Joe in Carmen Jones – Old Vic Theatre | - Wilhelmenia Fernandez als Carmen Jones in Carmen Jones – Old Vic Theatre - Sharon Benson als Carmen Jones in Carmen Jones – Old Vic Theatre - Linzi Hateley als Erzähler in Joseph and the Amazing Technicolor Dreamcoat – London Palladium - Miriam Margolyes in verschiedenen Rollen in Dickens’ Women – Duke of York’s Theatre                                                         |
| Beste Comedy-Darbietung | |
| - Desmond Barrit als Antipholus of Ephesus und Antipholus of Syracuse in The Comedy of Errors – Royal Shakespeare Company im Barbican Centre - Robin Bailey als Ivan Vassilevich in Black Snow – National Theatre Cottesloe - Alan Cumming als Valere in La Bête – Lyric Theatre Hammersmith - Lia Williams als Karen Knightly in The Revengers’ Comedies – Strand Theatre | |
| Bester Nebendarsteller | Beste Nebendarstellerin |
| - Oleg Menshikov als Sergei Yesenin in When She Danced – Globe Theatre - Simon Russell Beale als Thersites in Troilus and Cressida – Royal Shakespeare Company im Barbican Centre / The Pit - Henry Goodman als Roy Cohn in Angels in America – National Theatre Cottesloe - Ken Stott als Sergeant Kite in The Recruiting Officer – National Theatre Olivier | - Frances de la Tour als Miss Belzer in When She Danced – Globe Theatre - Eileen Atkins als Hannah Jelkes in The Night of the Iguana – National Theatre Lyttelton - Clare Higgins als Amalia Jovine in Napoli milionaria – National Theatre Lyttelton - Lesley Sharp als Sonya Alexandrovna Serebryakova in Uncle Vanya – National Theatre Cottesloe                                        |
| Bester Nebendarsteller / Beste Nebendarstellerin Musical | |
| - Jenny Galloway als Luce in The Boys from Syracuse – Regent’s Park Open Air Theatre - Gregg Baker als Frankie in Carmen Jones – Old Vic Theatre - Karen Parks als Myrt in Carmen Jones – Old Vic Theatre - Martin Smith als Solist in A Swell Party – Vaudeville Theatre | |
| Bester Regisseur Theaterstück | Bester Regisseur Musical |
| - Deborah Warner für Hedda Gabler – Playhouse Theatre - Declan Donnellan für Angels in America – National Theatre Cottesloe - Ian Judge für The Comedy of Errors – Royal Shakespeare Company im Barbican Centre - Sean Mathias für Uncle Vanya – National Theatre Cottesloe | - Simon Callow für Carmen Jones – Old Vic Theatre - Judi Dench für The Boys from Syracuse – Regent’s Park Open Air Theatre - Ken Hill für The Phantom of the Opera – Shaftesbury Theatre - Steven Pimlott für Joseph and the Amazing Technicolor Dreamcoat – London Palladium |
| Bester Choreograph | |
| - Rafael Aguilar für Matador – Queen’s Theatre - Steven Berkoff für The Trial – National Theatre Lyttelton - Das Ensemble für Tango Argentino – Aldwych Theatre - Anthony Van Laast für Joseph and the Amazing Technicolor Dreamcoat – London Palladium | |
| Bestes Bühnenbild | Bestes Kostümdesign |
| - Mark Thompson für Joseph and the Amazing Technicolor Dreamcoat – London Palladium und The Comedy of Errors – Royal Shakespeare Company im Barbican Centre - Bob Crowley für Murmuring Judges – National Theatre Olivier, The Night of the Iguana – National Theatre Lyttelton und When She Danced – Globe Theatre - Ashley Martin-Davis für The Miser und The Recruiting Officer – National Theatre Olivier - Philip Prowse für A Woman of No Importance – Royal Shakespeare Company im Barbican Centre und The White Devil – National Theatre Olivier | - Mark Thompson für The Comedy of Errors – Royal Shakespeare Company im Barbican Centre - Ashley Martin-Davis für The Miser – National Theatre Olivier - James Merifield für The Boys from Syracuse – Regent’s Park Open Air Theatre - Philip Prowse für A Woman of No Importance – Royal Shakespeare Company im Barbican Centre                                                            |
| Bestes Lichtdesign | |
| - Mark Henderson für Long Day’s Journey into Night – National Theatre Lyttelton und Murmuring Judges – National Theatre Olivier - Wayne Dowdeswell für Edward II. – Royal Shakespeare Company im Barbican Centre / The Pit - Jean Kalman für Hedda Gabler – Playhouse Theatre und The Night of the Iguana – National Theatre Lyttelton - Sumio Yoshii für Tango at the End of Winter – Piccadilly Theatre | |
| Herausragende Leistungen Ballett | Herausragende Leistungen Oper |
| - William Forsythe für Choreographie und Leistung in In the Middle, Somewhat Elevated, The Royal Ballet – Royal Opera House - Adventures in Motion Pictures als vielversprechendste kleine Tanzkompanie, die eine Ballettsaison im West End präsentiert – Royal Court Theatre - Christopher Gable für sein vitales und fantasievolles Romeo and Juliet, Northern Ballet Theatre – Royalty Theatre - Phillipe Genty für seine fantasievolle visuelle Präsentation von Driftings – Sadler’s Wells Theatre - Stephen Jefferies in Cyrano, The Royal Ballet – Royal Opera House - Graham Lustig für die Choreographie und Henk Schut für das Bühnenbild von Inscape, Birmingham Royal Ballet – Royal Opera House | - Mitridate, re di Ponto, The Royal Opera – Royal Opera House - Harrison Birtwistle in Gawain, The Royal Opera – Royal Opera House - Simon Boccanegra, The Royal Opera – Royal Opera House - Out of Season, English National Opera – London Coliseum - Out of Season und The Dancer Hotoke, The Garden Venture – Riverside Studios - Peter Grimes, English National Opera – London Coliseum |
| Herausragende Leistungen | |
| - Damned für Despair und The Great Pretenders – Gate Theatre - Steven Berkoff für Kvetch – Garrick Theatre - Danny Boyle als Produzent von The Last Days of Don Juan – Royal Shakespeare Company im Barbican Centre / The Pit - Gaudeamus, Maly Theatre – London International Festival - Vanessa Redgrave in When She Danced – Globe Theatre - Bandō Tamasaburō V., dessen Anmut und Poesie das Publikum begeisterten, einschließlich seiner weltberühmten Darstellung einer Jungfrau, die sich in einem Schneesturm in einen sterbenden Reiher verwandelt, Japan Festival – National Theatre | |

## Sonderpreise
| Kategorie                         | Preisträger       |
| --------------------------------- | ----------------- |
| Sonderpreis der Society of London | Ninette de Valois |

## Statistik

### Mehrfache Nominierungen
- 7 Nominierungen: Carmen Jones
- 6 Nominierungen: Joseph and the Amazing Technicolor Dreamcoat
- 5 Nominierungen: The Comedy of Errors und Uncle Vanya
- 4 Nominierungen: Angels in America, Hedda Gabler, The Boys from Syracuse und When She Danced
- 3 Nominierungen: Talking Heads und The Night of the Iguana
- 2 Nominierungen: A Woman of No Importance, Death and the Maiden, Murmuring Judges, Tango Argentino, The Madness of George III, The Miser, The Phantom of the Opera und The Recruiting Officer

### Mehrfache Gewinne
- 3 Gewinne: Carmen Jones und The Comedy of Errors
- 2 Gewinne: Death and the Maiden, Hedda Gabler, La Bête, Talking Heads, The Boys from Syracuse and When She Danced